# Tour de France 1952
| 39. Tour de France 1952 – Endstand |                     |                           |
| Streckenlänge                      | 23 Etappen, 4827 km | 23 Etappen, 4827 km       |
| Toursieger                         | Fausto Coppi        | 151:57:20 h (31,766 km/h) |
| Zweiter                            | Stan Ockers         | + 28:17 min               |
| Dritter                            | Bernardo Ruiz       | + 34:38 min               |
| Vierter                            | Gino Bartali        | + 35:25 min               |
| Fünfter                            | Jean Robic          | + 35:36 min               |
| Sechster                           | Fiorenzo Magni      | + 38:25 min               |
| Siebenter                          | Alexandre Close     | + 38:32 min               |
| Achter                             | Jean Dotto          | + 48:01 min               |
| Neunter                            | Andrea Carrea       | + 50:20 min               |
| Zehnter                            | Antonio Gelabert    | + 58:16 min               |
| Bergwertung                        | Fausto Coppi        | 92 P.                     |
| Zweiter                            | Antonio Gelabert    | 69 P.                     |
| Dritter                            | Jean Robic          | 60 P.                     |
| Teamwertung                        | Italien             | Italien                   |

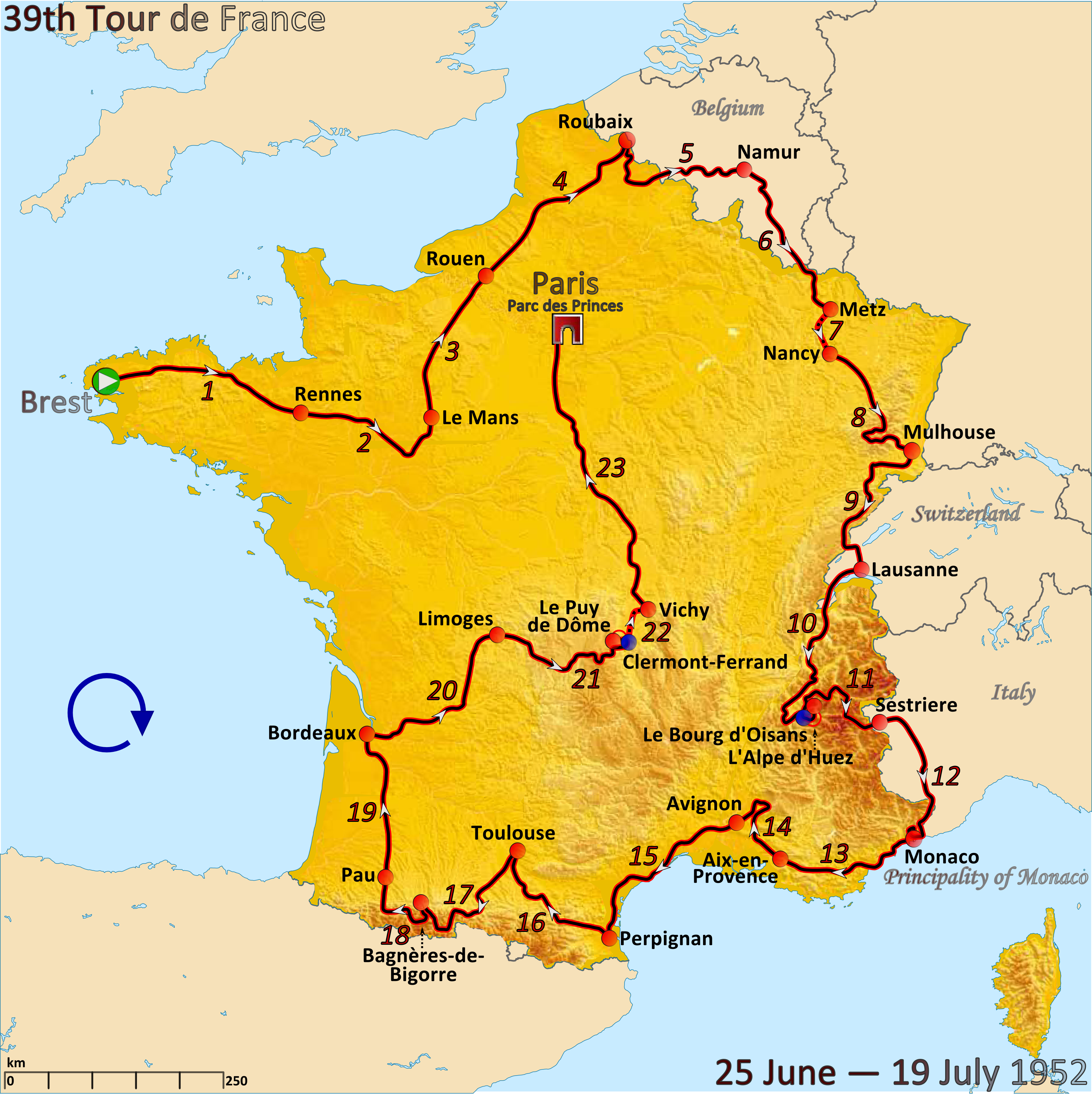
Streckenkarte der Tour de France 1952

Die 39. Tour de France führte vom 25. Juni bis 19. Juli 1952 auf 23 Etappen über 4807 km. Nachdem die Sieger der Vorjahre, die Schweizer Ferdy Kübler und Hugo Koblet, wegen Verletzungen nicht an der Tour hatten teilnehmen können, endete die Rundfahrt mit einem deutlichen Sieg von Fausto Coppi, der bereits 1949 gewonnen hatte. Wie drei Jahre zuvor schaffte er das Double Tour – Giro d’Italia. An der Rundfahrt nahmen 122 Rennfahrer teil, davon wurden 78 klassifiziert.

## Rennverlauf
Der belgische Klassikerspezialist Rik Van Steenbergen gewann die erste Etappe und übernahm die Gesamtführung, die er jedoch nur einen Tag lang verteidigen konnte. Bis zur ersten Bergetappe wechselte das gelbe Trikot fünfmal den Besitzer, dann konnte Fausto Coppi bei der ersten Bergankunft in L’Alpe d’Huez überhaupt mit einem Etappensieg die Führung übernehmen.
Coppi gewann auch die Etappe am nächsten Tag nach Sestriere, sowie im weiteren Verlauf der Rundfahrt noch zwei Etappen, darunter eine Zielankunft auf dem Puy de Dôme. Durch seine Überlegenheit in den Bergen feierte Coppi einen am Ende ungefährdeten Sieg und holte sich zudem noch den Bergpreis. Auf der Etappe nach Monaco gab Coppis Teamkollege Gino Bartali, der bei Coppis erstem Sieg 1949 noch dessen schärfster Rivale war, ihm nach einem Defekt sein Rad, um Coppis Rückstand in Grenzen zu halten. Bartali kam am Ende als 38-Jähriger noch auf den vierten Platz der Gesamtwertung.
Auch der Franzose Jean Robic, Gewinner von 1947, konnte mit einem Etappensieg überzeugen. Für eine Platzierung auf dem Podium reichte es hingegen nicht, weil er auf der Etappe nach Sestrières – gemeinsam mit Coppi in Führung liegend – einen platten Reifen hatte. Sein Teamchef war jedoch nicht in der Nähe, Robic musste seinen Vorderreifen mehrmals selbst aufpumpen und verlor mehr als 10 Minuten.
Auf der neunten Etappe fuhr Andrea Carrea, ein Wasserträger von Coppi, in einer Ausreißergruppe mit dem späteren Etappensieger Walter Diggelmann und fand sich unerwartet als Träger des Gelben Trikots wieder. Er erfuhr die Nachricht erst, als er schon im Hotel in der Badewanne lag, und sich der blinde Masseur Biagio Cavanna und andere Fahrer in das Badezimmer drängelten, um ihm zu gratulieren. Carrea brach jedoch in Tränen aus und beteuerte: „Das wollte ich wirklich nicht ... .“ Erst als ihm Coppi persönlich versicherte, er habe das Gelbe Trikot verdient und ihm ebenfalls gratulierte, beruhigte Carrea sich wieder.
Zum ersten Mal wurden 1952 Fernsehbilder an der Strecke gedreht und wurden am gleichen Abend ausgestrahlt.

## Die Etappen
| Etappen    | Start – Ziel                        | km       | Etappensieger       | Gelbes Trikot       |
| ---------- | ----------------------------------- | -------- | ------------------- | ------------------- |
| 1. Etappe  | Brest – Rennes                      | 246      | Rik Van Steenbergen | Rik Van Steenbergen |
| 2. Etappe  | Rennes – Le Mans                    | 181      | André Rosseel       | Rik Van Steenbergen |
| 3. Etappe  | Le Mans – Rouen                     | 189      | Nello Lauredi       | Nello Lauredi       |
| 4. Etappe  | Rouen – Roubaix                     | 232      | Pierre Molineris    | Nello Lauredi       |
| 5. Etappe  | Roubaix – Namur (BEL)               | 197      | Bim Diederich       | Nello Lauredi       |
| 6. Etappe  | Namur (BEL) – Metz                  | 228      | Fiorenzo Magni      | Fiorenzo Magni      |
| 7. Etappe  | Metz – Nancy                        | 60 (EZF) | Fausto Coppi        | Nello Lauredi       |
| 8. Etappe  | Nancy – Mülhausen                   | 252      | Raphaël Géminiani   | Fiorenzo Magni      |
| 9. Etappe  | Mülhausen – Lausanne (CH)           | 238      | Walter Diggelmann   | Andrea Carrea       |
| 10. Etappe | Lausanne (CH) – L’Alpe d’Huez       | 266      | Fausto Coppi        | Fausto Coppi        |
| 11. Etappe | Le Bourg-d’Oisans – Sestriere (ITA) | 182      | Fausto Coppi        | Fausto Coppi        |
| 12. Etappe | Sestriere (ITA) – Monaco            | 251      | Jan Nolten          | Fausto Coppi        |
| 13. Etappe | Monaco – Aix-en-Provence            | 214      | Raoul Rémy          | Fausto Coppi        |
| 14. Etappe | Aix-en-Provence – Avignon           | 178      | Jean Robic          | Fausto Coppi        |
| 15. Etappe | Avignon – Perpignan                 | 275      | Georges Decaux      | Fausto Coppi        |
| 16. Etappe | Perpignan – Toulouse                | 200      | André Rosseel       | Fausto Coppi        |
| 17. Etappe | Toulouse – Bagnères-de-Bigorre      | 204      | Raphaël Géminiani   | Fausto Coppi        |
| 18. Etappe | Bagnères-de-Bigorre – Pau           | 149      | Fausto Coppi        | Fausto Coppi        |
| 19. Etappe | Pau – Bordeaux                      | 195      | Hans Dekkers        | Fausto Coppi        |
| 20. Etappe | Bordeaux – Limoges                  | 228      | Jacques Vivier      | Fausto Coppi        |
| 21. Etappe | Limoges – Puy de Dôme               | 245      | Fausto Coppi        | Fausto Coppi        |
| 22. Etappe | Clermont-Ferrand – Vichy            | 63 (EZF) | Fiorenzo Magni      | Fausto Coppi        |
| 23. Etappe | Vichy – Paris                       | 354      | Antonin Rolland     | Fausto Coppi        |